# Fiodor Petrovitch Chakhovskoï
Fiodor Petrovitch Chakhovskoï (en russe Фёдор Петрович Шаховской), né le 12 mars 1796 à Kholmsky Uyezd dans le gouvernement de Pskov et mort le 22 mai 1829 à Souzdal, est un officier russe, un des décembristes.

## Biographie
Il est le fils du prince Piotr Ivanovitch Chakhovskoï et de sa femme Anna Feodorovna.
Il suit un cours de sciences politiques de Christian Schlözer avant d'entrer en 1813 dans l'armée dans la réserve du régiment Semionovsky. Enseigne (30 janvier 1814), il prend part à la campagne étrangère des troupes russes de 1813-1814 et est promu sous-lieutenant à l'issue du conflit.
De retour à Saint-Pétersbourg, il rejoint l'artel des officiers du régiment Semionovsky où il fait connaissance avec les futurs décembristes. L'artel est finalement interdit par Alexandre Ier.
Promu capitaine le 11 mars 1820, il est expulsé du régiment le 17 octobre 1821. Libéré pour raisons de santé, il est promu au grade de major le 3 février 1822. Franc-maçon, membre des Amis-Unis, des Trois Vertus, du Sphinx, il siége au Conseil d’administration de la société secrète l’Union du Bien-Être dont il est l’un des fondateurs. En lien ainsi avec les organisations secrètes des décembristes, il s'en éloigne mais, finalement, il est convoqué par le gouverneur de Nijni-Novgorod à la fin janvier 1826. Arrêté à Saint-Pétersbourg le 9 mars 1826, il est un des rares à avoir refusé de plaider coupable. Il ne nie pas avoir fréquenté des sociétés secrètes décembristes dont il connaissait les objectifs mais refuse d'y être associé, ayant pris du recul et refusant leurs modes d'action. Malgré des témoignages en sa faveur, il est reconnu coupable et condamné à la privation du rang de noblesse et à l'exil à vie. Par décret du 20 août 1826, sa peine est réduite à vingt ans d'exil.
En Sibérie, Chakhovskoï va développer des expériences agronomiques sur l'acclimatation des cultures maraîchères, commencées à Touroukhansk et poursuivies à Ienisseïsk. Il contribue ainsi au développement de l'agriculture dans la région. Il s'occupe aussi de pédagogie et d'instruite les populations locales. Il s'occupe aussi de botanique et de minéralogie. En 1828, il collabore aux recherches de Nikolaï Tourtchaninov, avec les autres décembristes Sergueï Volkonski, Iosif Podgio et Andreï et Piotr Borissov, mais Tourtchaninov ne pourra évidemment jamais les nommer dans ses écrits
Très affligé par la séparation de sa famille, à l’hiver 1828, il donne des signes d’aliénation mentale. Nicolas Ier autorise le transfert du prince au monastère de Saint-Euthymius à Souzdal
Sa femme, Natalia Dmitrievna Chtcherbatova, est autorisée à vivre à proximité et à s'occuper de lui. Le prince entame une grève de la faim le 6 mai qu'il poursuit jusqu'à sa mort le 22 mai. Il est inhumé dans le cimetière du monastère.
Une rue de Souzdal a été nommée en son honneur.